# Paliourí
Paliourí (Paliouri) är en ort i Grekland.   Den ligger i prefekturen Nomós Ioannínon och regionen Epirus, i den nordvästra delen av landet, 300 km nordväst om huvudstaden Aten. Paliourí ligger 325 meter över havet och antalet invånare är 156.
Terrängen runt Paliourí är huvudsakligen kuperad, men åt nordväst är den bergig. Runt Paliourí är det glesbefolkat, med 11 invånare per kvadratkilometer. Närmaste större samhälle är Ioánnina, 18,9 km öster om Paliourí. I omgivningarna runt Paliourí växer i huvudsak blandskog.